# Аша Філіп
Аша Філіп (англ. Asha Philip, нар. 25 жовтня 1990) — британська легкоатлетка, яка спеціалізується в спринті, призерка Олімпійських ігор (2016), багаторазова чемпіонка та призерка світових та континентальних першостей у спринтерських дисциплінах.
Народилася в Лондоні. Її батько виходець з Антигуа і Барбуди, а мати — з Ямайки.
У 2007 виграла стометрівку на юнацькому чемпіонаті світу.
Паралельно виступала у змаганнях зі стрибків та батуті. У 2007 отримала важку травму на змаганнях в Канаді (розрив хрестоподібних зв'язок та перелом колінної кістки). Повернулась до змагань лише у 2011.
У 2017 стала чемпіонкою Європи в приміщенні на дистанції 60 метрів.
На чемпіонаті світу-2019 здобула «срібло» в естафеті 4×100 метрів.